# Paola Egonu
Paola Ogechi Egonu (Cittadella, 18 de dezembro de 1998) é uma jogadora italiana de voleibol, campeã olímpica, que joga na posição de oposto. 
Em sua terceira participação olímpica, Egonu se consagrou campeã e MVP dos Jogos Olímpicos de 2024 com a seleção nacional feminina da Itália. Paola também detém três títulos da Liga das Nações, conquistados nas edições de 2022,2024 e 2025, dos quais na edição de 2022 e 2024 se consagrou MVP. Também soma duas medalhas em campeonatos mundiais, um bronze em 2022 e uma prata em 2018, competição na qual foi eleita melhor oposta.
A nível de clubes, jogou no início da carreira pelo Club Italia em 2015, se destacando e sendo selecionada para disputar o jogo das estrelas da Liga Italiana em 2017. No mesmo ano mudou-se para o AGIL Volley Novara, e na temporada seguinte conquistou o título da Champions League 2018-19 sendo eleita a MVP.  
Em 2019, Paola se transferiu para o Imoco Volley Conegliano, e no mesmo ano conquistou o título do Campeonato Mundial de Clubes, sendo eleita a MVP mais uma vez. Renovou o seu contrato com o clube para a temporada 2020/2021, conquistando os títulos do Campeonato italiano e da Champions League 2020-21 de forma invicta, e novamente sendo eleita a melhor jogadora das duas competições.
Assinou com o VakıfBank Spor Kulübü para a temporada 2022-2023. No qual ganhou uma Liga dos Campeões da Europa contra o Eczacıbaşı Spor Kulübü (TUR), sendo eleita a MVP da partida, melhor pontuadora da competição com 275 pontos e melhor jogadora. Na mesma temporada levou a Copa da Turquia (AXA Sigorta Cup Voley World Baltacıoğlu) em cima do rival Fenerbahçe Spor Kulübü e escolhida MVP.
O Clube turco não renovou com a atleta retornando para Itália onde assinou com o novo clube Vero Volley Milano para temporada 2023-24.

## Casos de Racismo
Antes de alcançar a glória com o ouro em Paris, Egonu já tinha enfrentado ofensas racistas de torcedores italianos. Nascida em Cittadella, uma cidade não muito distante de Veneza, a jogadora é filha de pais nigerianos. Quando ainda tinha 16 anos e atuava pelo Treviso, viu a torcida rival imitar o som de macacos a cada vez que tocava na bola. Naquele dia, chorou, sem reagir.
Mas, aos poucos, conforme se firmou entre as melhoras jogadoras do mundo, adotou o combate ao racismo como lema de vida. 
Paola foi vítima de ofensas racistas em um programa esportivo de uma tv da Itália, em 23 de setembro 2022, depois de exibição de uma reportagem com imagens da campanha do time italiano na Liga das Nações de Voleibol Feminino, a apresentadora Cristiana Buonamano, da Sky Sport, chamou a atleta de "macaco" ao comentar sobre a expectativa da Itália para o Campeonato Mundial. Quando a seleção feminina de vôlei da Itália conquistou o ouro nas Olimpíadas de Paris, e aconteceu a inauguração de um mural em Roma, com homenagem a Paola Egonu. A pintura mostrava a atleta, eleita MVP do torneio olímpico, lançando uma bola, na qual se lia a mensagem “pare com o racismo, ódio, xenofobia e ignorância”. Um dia depois, no entanto, a imagem acabou vandalizada. Não é mais possível ler a frase, e a cor da pele de Egonu foi alterada.

## Clubes
| Clube              | De      | A       |
| ------------------ | ------- | ------- |
| Club Italia Crai   | 2013-14 | 2016-17 |
| AGIL Novara        | 2017-18 | 2018-19 |
| Imoco Conegliano   | 2019-20 | 2021-22 |
| VakıfBank SK       | 2022-23 | 2022-23 |
| Vero Volley Milano | 2023-24 | Atual   |

## Títulos
- Campeonato Italiano Serie A1: 2020/21, 2021/22
- Campeonato Italiano Serie A1: 2017/18, 2018/19, 2024/25

- Copa Itália de Voleibol Feminino: 2018, 2019, 2020, 2021, 2022
- Copa Itália de Voleibol Feminino: 2024, 2025
- Supercopa Italiana de Voleibol Feminino: 2017, 2019, 2020, 2021
- Supercopa Italiana de Voleibol Feminino: 2018, 2023, 2024